# Мулараджа II
Мулараджа II (гудж. મૂળરાજ દ્વિતીય; д/н — 1178) — 10-й магараджахіраджа держави Гуджара в 1175—1178 роках.

## Життєпис
Походив з династії Соланка (Чаулук'я). Син магараджахіраджи Аджаяпали і магарані Найкідеві (доньки Парамарді Чандела, магараджахіраджи Джеджа-Бхукті). Посів трон 1175 року. Оскільки був молодим, то деякий час регентом була його мати.
Невдовзі в його державі стався голод, що послабило внутрішнє становище, чим скористався Віндхіяварман Парамара, який відвоював родинні володіння в Малаві. Проти нього виступив полководець Соланка — Кумара, який переміг Віндх'явармана, зруйнував його столицю Гогастхан, затопив колодязь, де колись стояв палац Парамара, і пограбував Малаву. Втім незважаючи на ці успіхи війська Соланка залишили Малаву, а Віндхіяварман більш номінально визнав зверхність Мулараджи II.
У 1178 році султан Мухаммад Ґорі вдерлася до Гуджари, де захопив місто Анхілпур, але у вирішальній битві Мулараджа II разом зі своїми васалами Келганадевою Чауханом, магараджею Наддула, Кіртіпалою Чауханом, магараджею Джалора, Дгараваршею Парамара, магарджею Чандраваті, завдав у битві біля Каядарі (неподалік від священної для раджпутів гори Абу) рішучої поразки супротивникові.
Раптово помер того ж року, можливо від поранення чи якоїсь хвороби. Йому спадкував брат Бгіма II.